# Панов, Пётр Александрович
Пётр Александрович Панов (20 января 1892, Рыбинский уезд, Ярославская губерния — 15 марта 1938, Москва) — военный деятель, разведчик. Комбриг (1936).

## Биография
Родился 20 января 1892 года в деревне Акинино Рыбинского уезда в семье мелкого торговца. Окончил сельскую школу, гимназию в Рыбинске, в 1913 году поступил в Петербургский университет.
В декабре 1914 года призван в армию. В мае 1915 года окончил Павловское военное училище и убыл в запасный батальон в Иркутск. В июле того же года направлен в действующую армию. Участник Первой мировой войны в составе 38-го Сибирского стрелкового полка, который в 1917—1918 годах воевал на Румынском фронте. В боях был ранен. В 1917 году избирался в дивизионный комитет. Последний чин в царской армии — поручик.
После демобилизации в марте 1918 года приехал в Рыбинск. В июле 1918 года переехал в Саратов, где поступил в университет. Одновременно стал работать в губернском отделе народного образования.
В Красной армии по партийной мобилизации с января 1919 года. Участник Гражданской войны. С января 1919 года — командир коммунистического отряда Саратовского губкома (в боях под Уральском). В апреле 1919 году вернулся в Саратов. С мая 1919 года — на Северном фронте. Занимал должности: в распоряжении командующего 6-й армией, помощника командира 161-го стрелкового полка, командира того же полка. С ноября 1920 по декабрь 1921 года — командир 14-го Гатчинского стрелкового полка 2-й стрелковой дивизии. Участник боевых действий против войск Латвии и Польши.
После Гражданской войны — на ответственных должностях в войсках и Штабе РККА. В 1921—1922 годах состоял в распоряжении командира учебно-кадровой бригады, начальник дивизионной школы, врид командира учебно-кадровой бригады. С июня 1922 года — врид командира батальона стрелкового полка.

### Высшее военное образование
В 1922—1925 годах — слушатель Основного факультета Военной академии РККА.
В 1925—1927 годах — слушатель Восточного факультета Военной академии РККА имени М. В. Фрунзе.

### Ввоенной разведке
С июля 1927 года состоял в распоряжении IV управления Штаба РККА. С сентября 1927 года — помощник начальника Научно-уставного отдела Штаба РККА. В декабре того же года назначен начальником сектора 3-го отдела IV управления Штаба РККА. С марта 1930 года — помощник военного атташе при полномочном представительстве СССР в Японии. С августа 1933 года — в распоряжении IV управления Штаба РККА. С марта 1934 года — заместитель начальника 3-го отдела того же Управления. С января 1935 года — заместитель начальника 2-го отдела Разведывательного управления РККА. С сентября 1936 года — старший руководитель страноведения Военной академии РККА имени М. В. Фрунзе.

### Репрессии и реабилитация
Арестован 13 августа 1937 года по обвинению в шпионаже и участии в военном заговоре; Военной коллегией Верховного суда СССР 15 марта 1938 года приговорён к расстрелу. Приговор приведён в исполнение в тот же день.
Определением Военной коллегии от 23 ноября 1955 года реабилитирован.

## Награды
- Орден Святой Анны 3-й ст.
- Орден Святого Станислава 3-й ст.

## Комментарии
1. ↑  Деревня Акинино Рыбинского уезда находилась в 2 верстах от Рыбинска[1] и входила в состав 2-го стана Рыбинского уезда Ярославской губернии[2]; ныне её территория относится к Центральному району Рыбинска[3].